# El poeta cruzado
El poeta cruzado es un drama en cuatro actos del poeta peruano Manuel Nicolás Corpancho, estrenado en Lima el 21 de enero de 1851. Fue el estreno teatral más celebrado en la etapa inicial del romanticismo peruano. Su autor tenía entonces 20 años de edad.

## Antecedentes
En 1849 fueron escenificadas las primeras obras teatrales de los escritores románticos peruanos. Entre ellas figuraban La bandera de Ayacucho y Pablo o la familia del mendigo, de José Arnaldo Márquez; El prisionero en Bolivia de José Toribio Mansilla; y La hermana del verdugo, del entonces jovencísimo  Ricardo Palma.
El gusto por el teatro fue algo común entre los literatos románticos peruanos. Escribieron, no para una elite culta, sino para el público en general, aproximándose al melodrama de acción apasionante, escenario pintoresco y caracteres simples. En el teatro alternaron tanto las obras de estos poetas nacionales como las de los grandes románticos españoles como José Zorrilla y también algunos franceses. «La escena se llenó de choques súbitos, argumentos complicados y sangrientos, aventuras llenas de milagro y azar, cambios bruscos, encuentros y reconocimientos inesperados, trucos llenos de violencia a los que no eran ajenos a veces lo horrible y lo demoníaco, disfraces y equívocos, conjeturas y trampas, seducciones y arrestos, secuestros y rescates, intentos de escapatorias y asesinatos, cadáveres y féretros, cuevas y tumbas, torres de castillos y mazmorras, espadas, dagas y venenos, anillos, amuletos y maleficios, cartas interceptadas testamentos perdidos y contratos secretos» (J.Basadre).

## Argumento
Teobaldo, poeta huérfano y desconocido, se enamora de Clorinda, una hermosa doncella hija de uno de los primeros nobles de España y logra el amor de ella. Cierta noche escala los muros del castillo que la alberga. El padre vuelve de improviso de una partida de caza. Escondido en un rincón de la sala, Teobaldo oye las inculpaciones hechas a Clorinda por su furtiva aventura. Viene una confesión ardorosa de ella y el padre, al creerla deshonrada, saca el acero para matarla. En ese momento se descubre Teobaldo y ofrece su pecho a la venganza paterna. Al juramento acerca de la pureza de este afecto sigue el perdón, supeditado al alejamiento del poeta. Como hay un caballero de alta alcurnia, famoso por su valor guerrero que puede ser el yerno deseado, el padre ofrece la mano de Clorinda a quien triunfe en el torneo. Pero en él se presenta, encubierto, Teobaldo. Lucha, vence a su rival y exige el premio ofrecido. El padre se niega a concedérselo y el derrotado insulta al vencedor llamándolo villano. Teobaldo ingresa a la cruzada de Pedro el Ermitaño para obtener un nombre, un título de nobleza y la esperanza de casarse con Clorinda. Vuelve a los cinco años, vencedor. Se presenta en los momentos que Clorinda va a ser la esposa del mismo rival que, mediante la exhibición de una joya, le ha hecho creer en la muerte del poeta en Palestina. La ceremonia de la boda da oportunidad para que se aclaren las cosas y los amantes se juran amor eterno. Sin embargo el drama no ha concluido. Los dos enemigos riñen y Teobaldo cae herido de muerte. En su agonía se descubre que es hijo de quien lo ha convertido en víctima. La joven, esposa, loca de desesperación, se suicida con un puñal. Su padre pierde el juicio y también fallece.
Jorge Basadre

## Éxito en Lima
Aunque el argumento de la obra, para un gusto moderno, podría parecer disparatado, tuvo buena acogida por parte de la crítica. La Revista de Lima del 22 de enero de 1851 afirmó que era la mejor representación dramática realizada en ese teatro capitalino. Corpancho fue coronado en la noche del estreno; estaba tan emocionado que apenas podía mantenerse de pie en el escenario. Algunos de sus amigos más entusiastas sufragaron los gastos de la impresión de la obra. Como recompensa al precoz talento del poeta, al año siguiente el gobierno de José Rufino Echenique auspició su viaje y estancia en Europa, para que culminara su carrera de médico.

## Críticas en Chile
El drama se estrenó también en Santiago de Chile, donde también recibió elogios, aunque no faltaron artículos periodísticos que lo calificaron de manera harto despectiva (mamarracho, cosa… tan vergonzosa, tan superabundantemente mala, sarta de disparates, cúmulo de necedades, etc.). Los partidarios de Corpancho respondieron descalificando a los “críticos” con gruesos insultos. La polémica que en realidad debía versar sobre el inicio del romanticismo teatral en el Perú quedó así reducida a los insultos personales.